# Assedio di Plymouth
L'assedio di Plymouth fu uno scontro che si svolse dall'agosto del 1642 al gennaio del 1646 presso Plymouth, nel Devon, in Inghilterra. Essa fu parte della prima guerra civile inglese, contrapponendo Realisti e Parlamentaristi.
Con la sola eccezione di un breve interludio nel luglio del 1644, la città rimase isolata per tutta la durata del suo lungo assedio che fu tale dal momento che la guarnigione poté essere costantemente e agevolmente rifornita via mare.
I Realisti riconobbero che la cattura del sito era estremamente difficile e generalmente restrinsero le operazioni ad un blocco commerciale terrestre. Ad ogni modo, vi furono due tentativi distinti nei quali si pensò di catturare la cittadina; il primo dall'ottobre al dicembre del 1643, il secondo dal gennaio al febbraio del 1645. La città venne infine salvata dall'assedio nel febbraio del 1646.

## Antefatto
Quando la guerra iniziò nell'agosto del 1642, le forze parlamentariste si erano assicurate il controllo della maggior parte dell'Inghilterra meridionale e occidentale, inclusi i porti di Plymouth e di Exeter, e buona parte della Royal Navy. Questo impedì ai Realisti di importare armi e uomini dall'Europa.
Poco dopo l'inizio della guerra nell'agosto del 1642, Plymouth venne bloccata dalle forze realiste che si erano acquartierate presso la vicina Plymstock, così da impedire che la città potesse essere rifornita via terra e attraverso i fiumi della regione; col crescere della popolazione locale dovuta alla confluenza degli abitanti delle campagne in città, aumentarono anche i disagi e la diffusione di malattie come il tifo. Ad ogni modo, i Realisti mancavano di mezzi necessari per assediare propriamente il borgo. Plymouth intanto riceveva rinforzi via mare e ogni uomo abile alla guerra in città venne reclutato per difenderla ad ogni costo.
Dalla fine di settembre del 1642, il Devon era ormai interamente nelle mani del parlamento inglese, mentre i Realisti al comando di Sir Ralph Hopton si erano assicurati al Cornovaglia. Nelle prime fasi della guerra, gran parte dei soldati di ambo le parti erano male equipaggiati ed appartenenti perlopiù alla milizia locale. L'eccezione era però proprio Plymouth, dove la guarnigione era comandata dal colonnello scozzese William Ruthven con un contingente di mercenari d'esperienza; la loro nave si era fermata in loco per fare rifornimento per poi tornare in Irlanda all'inizio di ottobre ed aveva ottenuto commissione della difesa della città dietro pagamento da parte del consiglio comunale locale.
Il controllo della marina da parte dei parlamentaristi fece sì che Plymouth apparisse inespugnabile dal mare, consentendo altresì di rifornirla da quel punto. La guarnigione costruì delle difese a nord della città, rinforzando la cerchia muraria dagli attacchi via terra; vennero costruiti dei fortilizi a Lipson, Holiwell, Maudlyn, Pennycomequick ed a New Worke. Altri fortilizi vennero costruiti a Lipson Mill ed a Stonehouse per impedire che la città potesse essere colpita dai cannoni nemici con danni pesanti.
Nel luglio del 1643, Hopton aveva inflitto una pesante sconfitta all'esercito di William Waller nella battaglia di Roundway Down. Il 26 luglio, il principe Ruperto del Palatinato attaccò e conquistò Bristol, acquisendo così il controllo della seconda città più grande dell'intera Gran Bretagna. Exeter si arrese a Maurizio del Palatinato il 4 settembre, lasciando Plymouth come la principale enclave parlamentarista in tutto il West Country.
Il successo dei Realisti ad ogni modo portò ad una serie di defezioni tra i Parlamentaristi come nel caso di Sir Alexander Carew, comandante dell'Isola di Drake. Questa era una posizione difensiva chiave perché, con la cattura anche di Mount Batten, avrebbe impedito l'entrata delle navi nel porto principale della città; ad agosto, Carew ordinò ai suoi uomini di aprire il fuoco su una nave da guerra parlamentarista che stava entrando nel porto. Questi si rifiutarono ed egli riuscì a malapena a fuggire al linciaggio; portato a Londra, venne decapitato per tradimento nel dicembre del 1644.

## L'assedio del 1643
Anziché attaccare Plymouth immediatamente, il principe Maurizio dapprima catturò Dartmouth che tenne sino all'inizio di ottobre. La cavalleria realista impose il blocco commerciale il 15 settembre e le operazioni d'assedio iniziarono a metà ottobre, permettendo così che Londra inviasse ai Parlamentaristi 500 uomini di rinforzo al comando del colonnello James Wardlow, soldato d'esperienza che divenne il comandante dell'intera guarnigione.

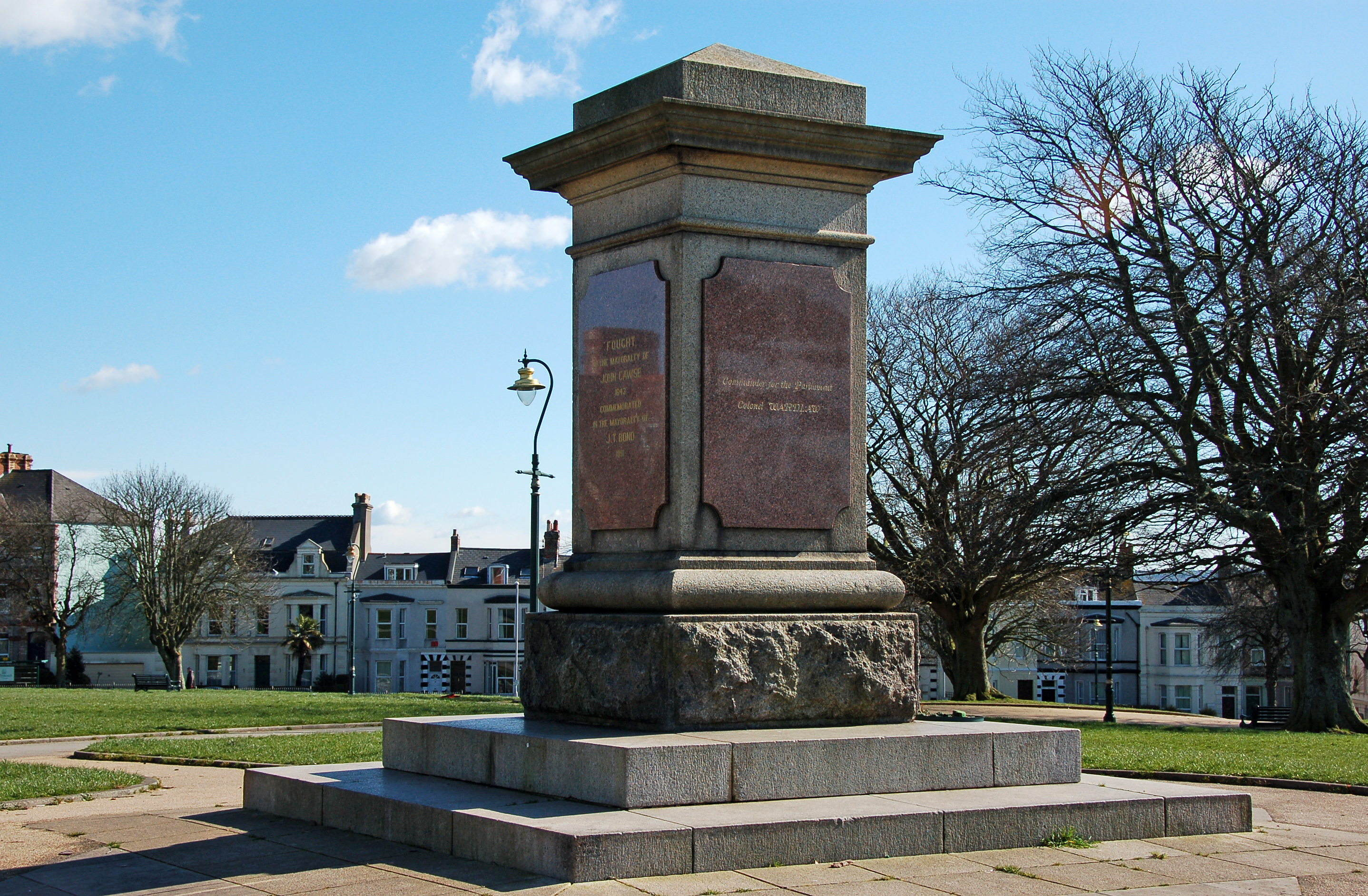
Monumento alla battaglia

Il 21 ottobre, i Realisti iniziarono a preparare un attacco al forte di Stamford, una postazione isolata costruita su una penisola. Malgrado una serie di ritardi da parte della guarnigione dei Parlamentaristi, il forte venne catturato il 5 novembre ma i Realisti ottennero ben poco da questa conquista. Venne piazzato un cannone su Mount Stamford ma questo da solo non riusciva a bloccare le navi che entravano nel porto di Plymouth, rifornendo comunque il villaggio, e per questo gli uomini del re abbandonarono queste fortificazioni.
Ulteriori attacchi vennero facilmente respinti, il più significativo dei quali avvenne il 3 dicembre; guidati da una guida locale, i Realisti conquistarono l'avamposto di Laira Point. I rinforzi dei parlamentaristi tentarono di riprenderne il controllo, ma vennero costretti a ripiegare verso l'area oggi nota come "Freedom Fields Park". Questo permise alle truppe parlamentari di radunarsi; superati in numero, i Realisti dovettero ritirarsi, perdendo però gran parte della propria retroguardia. L'assedio venne tolto il 25 dicembre, per quanto i Realisti continuarono a mantenere il controllo del forte di Stamford e continuarono a mantenere il blocco commerciale.

## Dopo l'assedio
Nel gennaio del 1644, Wardlaw venne rimpiazzato al comando dal colonnello Gould; il blocco venne tolto per un breve periodo di tempo nel luglio di quell'anno, quando il conte di Essex portò il suo esercito nel sudovest. Gould morì a luglio ed il colonnello Martin prese il controllo delle posizioni parlamentariste, istituendo una politica di attacchi costanti agli avamposti realisti.
Dopo aver sconfitto il conte di Essex a Lostwithiel nel settembre del 1644, il grosso dell'esercito realista proveniente da Oxford con in capo Carlo I giunse appena fuori Plymouth, e ne domandò la resa. Dal momento che il parlamento controllava ancora l'area marittima attorno alla città, questa veniva ancora rifornita via mare, comprese le truppe che giunsero sotto il comando del veterano e aggressivo colonnello John Birch. Carlo I ad ogni modo venne ben presto costretto a dirottare altrove il grosso delle sue forze, lasciando sul posto solo una forza di entità minore sotto il comando di Sir Richard Grenville per proseguire il blocco.
Grenville lanciò un grande attacco nel gennaio del 1645 che portò alla cattura di molte strutture difensive e nel febbraio di quello stesso anno, la guarnigione riprese Mount Batten, fatto che segnò la fine degli sforzi dei Realisti per conquistare la città. Il blocco terminò infine nel dicembre del 1645, quando il New Model Army giunse da ovest.

## Citazioni
1. ↑  Wedgwood, 1958, pp.119-120
2. ↑  Barratt, 2005, pp.35-38
3. ↑  Worth, 1890, p.99
4. ↑  Day, 2007, pp.2-3
5. ↑  Hopper, 2012, p.97
6. ↑  Wanklyn, Jones, 2005, p.111
7. ↑  Stoyle, 2020
8. ↑  Britton, Brayley, 1803, pp.150-161
9. ↑  Worth, 1890, p.111
10. ↑  Royle, 2004, p.306
11. ↑  Worth, 1890, pp.127-130
12. ↑  Plymouth Sound Defences.